# Junior (niemiecka stacja telewizyjna)
Junior – niemiecki kanał telewizyjny adresowany do dzieci. Został uruchomiony w 1996 roku. Zakończył nadawanie 31 grudnia 2022 roku.